# Mursko Središće
Mursko Središće – miasto w Chorwacji, w żupanii medzimurskiej, siedziba miasta Mursko Središće. W 2011 roku liczyło 3444 mieszkańców.

## Charakterystyka
Mursko Središće położone jest na obszarze Međimurja, na wysokości 167 m n.p.m., nad rzeką Murą.
Przez miasto przebiegają droga i linia kolejowa z Čakovca do słoweńskiej Lendavy.
Miejscowa gospodarka oparta jest na przemyśle budowlanym i tekstylnym.